# آب‌انبار طرق
آب‌انبار طرق؛ نام آب‌انباری تاریخی مربوط به دورهٔ قاجار است و در شهرستان مشهد، شهرک طرق واقع شده و این اثر در تاریخ ۱۳ بهمن ۱۳۸۸ با شمارهٔ ثبت ۲۹۰۶۹ به‌عنوان یکی از آثار ملی ایران به ثبت رسیده‌است.